# Gertrude Kolar
Pour les articles homonymes, voir Kolar (homonymie).
Gertrude Kolar, née le 23 janvier 1926 à Graz et morte le 22 décembre 2014 à Berlin, est une gymnaste artistique autrichienne.

## Palmarès

### Championnats du monde
- Bâle 1950
  -  médaille d'or aux barres asymétriques
  -  médaille d'argent au saut de cheval
  -  médaille de bronze au concours général individuel

### Championnats d'Autriche
- Championne d'Autriche du concours général individuel en 1950, 1952 et 1953